# Horní Police
Horní Police (en allemand : Oberpolitz) est une commune du district de Česká Lípa, dans la région de Liberec, en République tchèque. Sa population s'élevait à 691 habitants en 2021.

## Géographie
Horní Police est arrosé par la rivière Ploučnice et se trouve à 10 km au nord-ouest de Česká Lípa, à 47 km à l'ouest-sud-ouest de Liberec et à 71 km au nord de Prague.
La commune est limitée par Žandov au sud, à l'ouest et au nord, et par Stružnice à l'est.

## Histoire
La première mention écrite du village date de 1273.

## Galerie

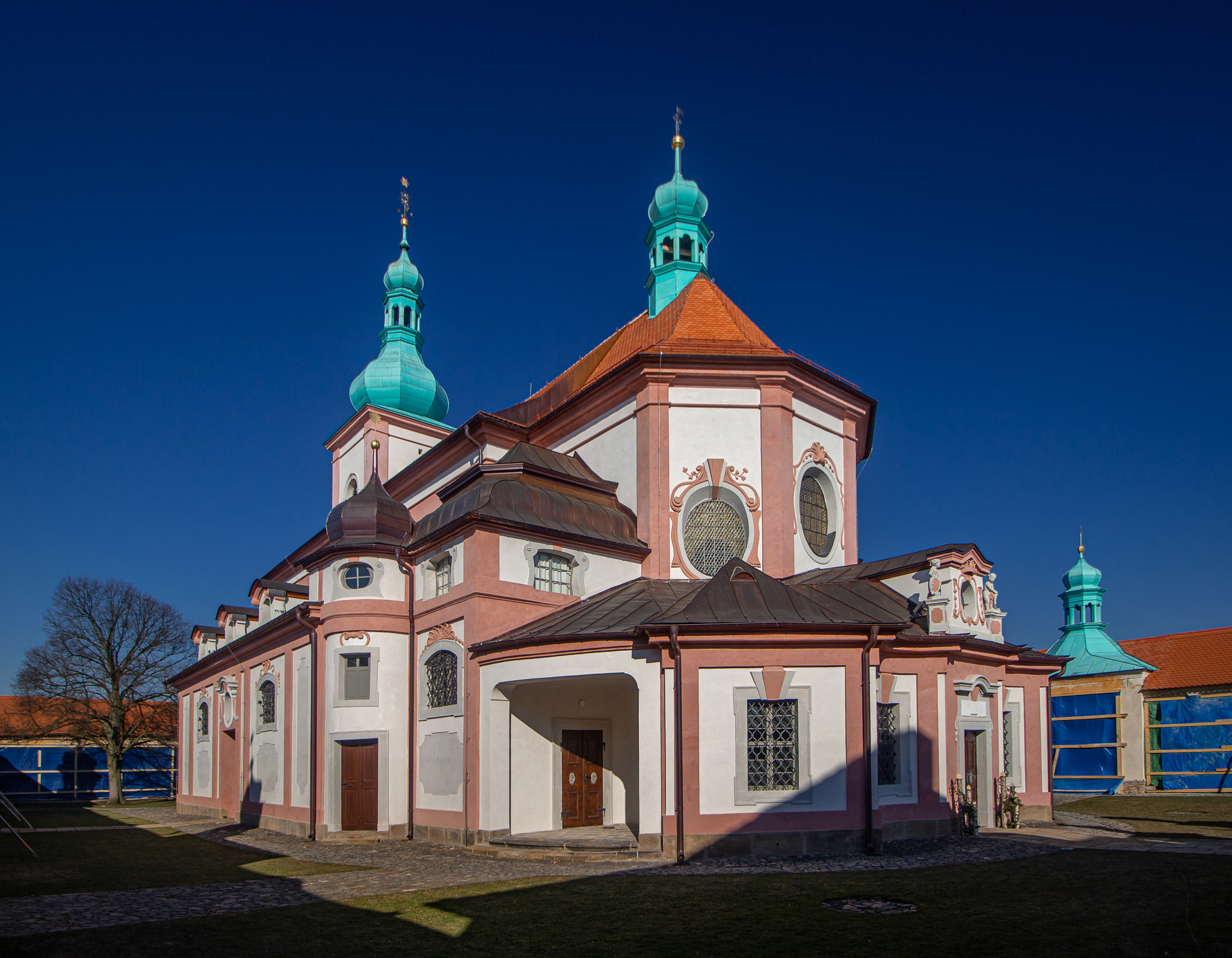
Église de la Visitation de la Vierge Marie.
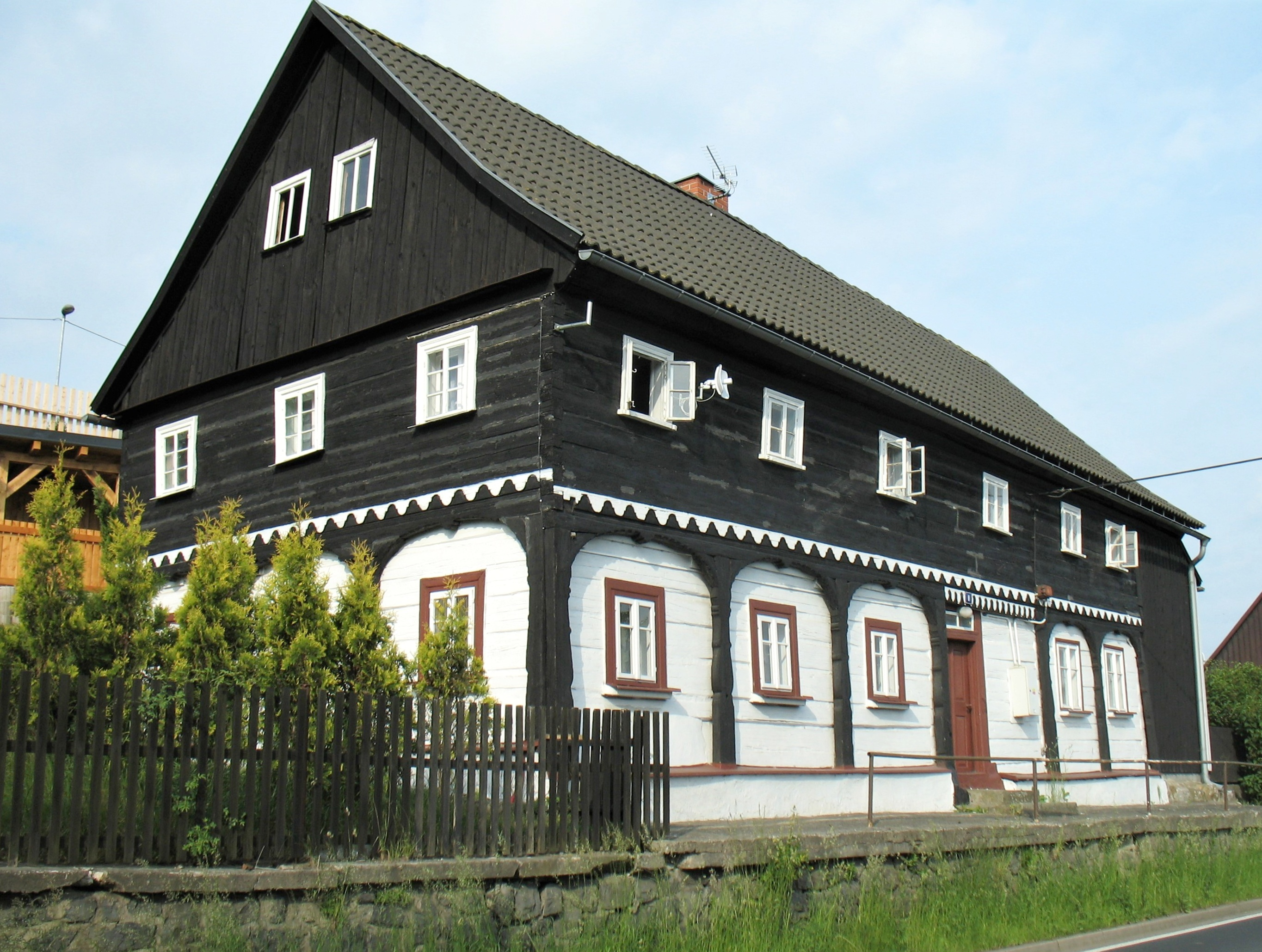
Maison en bois à Horní Police.

## Administration
La commune se compose de cinq quartiers :
- Horní Police
- Dvorsko
- Na Výšině
- Pod Školou
- Podlesí

## Transports
Par la route, Horní Police se trouve à 11 km de Česká Lípa, à 61 km de Liberec et à 99 km de Prague.